# 越南崖爬藤
越南崖爬藤（学名：Tetrastigma tonkinense）为葡萄科崖爬藤属的植物。分布在越南北部以及中国大陆的广西等地，生长于海拔100米至400米的地区，见于山谷疏林中，目前尚未由人工引种栽培。